# توماسا تیتو کاندمایتا
توماسا تیتو کاندمایتا هرتادو دو مندوزا (انگلیسی: Tomasa Tito Condemayta؛ ۱۷۲۹–۱۸ مه ۱۷۸۱) یک رزمنده پیشرو در قیام بومی، تحت فرماندهی توپاک آماروی دوم، علیه حاکمان استعماری اسپانیا در قرن هجدهم، در پرو بود. او در دهه ۱۷۷۰ فرمانروایی قدرتمند در منطقه و در میان مردم خودش بود. در طول قیام، او به عنوان یک استراتژیست و یک افسر نظامی خدمت کرد. توماسا به خاطر نقشی که در شورش و در کنار توپاک آمارو دوم و همسرش میکائلا باستیداس پویوکاهوا و پسرش هیپولیتو کوندورکانکوئی باستیداس ایفا کرد، اعدام شد.

## زندگی‌نامه
توماسا تیتو کاندمایتا در سال ۱۷۲۹ در یک خانواده اصیل اینکا در منطقه‌ای از پرو، که اکنون استان آکومایو در منطقه کوسکو است، به دنیا آمد. پدرش سباستین تیتو کاندمایتا، کوراکا (شیخ قبیله) منطقه تیتو کاندمایتا آیولو و پدرخوانده توپاک آمارو دوم، و مادرش آلفونسا هرتادو د مندوزا بود. در مورد زندگی خصوصی توماسا منابع مختلف اطلاعات متضادی ارائه می‌دهند. در منبعی مربوط به سال ۲۰۰۵، محقق دیوید گرت گفته‌است که او با توماس اسکالانته ازدواج کرده بود و برای او یک دختر به دنیا آورد، که او بعداً با فرمانروای پپرس اواریستو دلگادو ازدواج کرد. در مقاله‌ای در سال ۲۰۰۸، گرت گفته‌است که وی با فاوستینو دلگادو ازدواج کرده‌است.
منطقه تیتو کاندمایتا آیولو یک قانون طولانی وراثتی داشت که رسمی غیرمعقول بود و تیتو کاندمایتا پس از پدرش، به عنوان کاسیکا (فرمانروا) مردم خود شد و قدرتمندترین فرد در منطقه شد.

## شورش
هنگامی که توپاک آمارو دوم و همسرش میکائلا باستیداس پویوکاهوا، در سال ۱۷۸۰ فراخوان شورش علیه حکومت اسپانیا در پرو را سر دادند، کاندمایتا شوهر و فرزندان خود را ترک کرد تا به شورشیان در منطقه تینتا بپیوندند. طرفداری او از این شورش اما از سوی همه خانواده اش دنبال نشد، از جمله دامادش اواریستو دلگادو، وفادار به تاج و تخت اسپانیا باقی ماند.
کاندمایتا نقش مهمی در شورش داشت. او همراه با آمارو زنان بومی را برای قیام بسیج کرد. او یک استراتژیست نظامی و همچنین یک افسر بود که گردان زنان خودش را رهبری می‌کرد. کاندمایتا که یک زن ثروتمند بود، با تأمین نقره و مایحتاج ضروری به شورشیان کمک مالی می‌کرد. در نبرد سنگارارا، ارتش زنان تحت فرماندهی او ارتش اسپانیا را شکست داد. او همچنین دفاع موفقیت‌آمیز از پل پیلپین توچاکا بر رود آمپوریماک را در برابر اسپانیایی‌ها که نزدیک می‌شدند، رهبری کرد. هزاران زن با استفاده از تیرکمان با سربازان زرهی اسپانیایی جنگیدند. تحت فرماندهی کاندمایتا، نیروهای وی بیش از یک ماه گردنه پیلپینتو را در دست داشتند.
در سال ۱۷۸۱، بخت به اسپانیایی‌های از پیش مسلح‌تر رو آورد، و در ۷ آوریل، کاندمایتا به همراه توپاک آمارو دوم و باستیداس پویوکاهوا و پسرانشان هیپولیتو و فرناندو دستگیر شدند.
در ۱۸ مه سال ۱۷۸۱، کاندمایتا پس از شکنجه شدید همراه با توپاک امارو دوم و میکائلا باستیداس پویوکاهوا و پسر آنها هیپولیتو در میدان اصلی شهر کوسکو اعدام شد. او تنها نجیب‌زاده بومی بود که در کنار رهبر شورشی اعدام شد. بعد از اینکه او را به آرامی با گاروت فلزی دستی که مخصوص همین اعدام ساخته بودند، خفه کردند، برای اطمینان از مرگ حتمی او را به دار آویختند.